# 顧晉
顧晉（？—？），本籍浙江，清朝官員。監生出身。

## 生平
顧晉於1809年（嘉慶14年）接替於台灣台北地區擔任臺灣府淡水廳艋舺縣丞一職，是大台北地區的地方父母官。他也是新莊縣丞改制遷移為艋舺縣丞的首任官員。